# Хайнрих III Монфор-Верденберг
Хайнрих III Монфор-Верденберг (на немски: Heinrich III von Montfort, Graf von Werdenberg, Frätigau, & Taufers; † 23 ноември 1444) е граф на Монфор във Верденберг, Фретигау и Тауферс в Баден-Вюртемберг.

## Произход и наследство
Той е шестият син (от осемте деца) на граф Вилхелм IV фон Монфор-Тетнанг († 1439) и съпругата му графиня Кунигунда фон Верденберг († 1443), дъщеря на граф Албрехт III фон Верденберг-Хайлигенберг-Блуденц († 1420) и Урсула фон Шаунберг († 1412). Внук е на граф Хайнрих III (IV) фон Монфор-Тетнанг († 1408) и втората му съпруга Аделхайд фон Хабсбург-Лауфенбург († ок. 1370), дъщеря на граф Йохан I фон Хабсбург-Лауфенбург († 1337) и Агнес фон Верд († 1352). Брат е на Улрих IV фон Монфор-Тетнанг († 1495), Рудолф VII фон Монфор († 1445/1446), Хуго XIII (XI) фон Монфор-Ротенфелс-Арген-Васербург († 1491)
След смъртта на баща му Вилхелм IV/V (1439) братята разделят графството Монфор-Тетнанг на три: Тетнанг, Ротенфелс, Арген (Васербург Арген с Лангенарген), също на Верденберг със собственостите в Реция.

## Деца
Хайнрих III Монфор-Верденберг има един син:
- Вилхелм VII фон Монфор (* ок. 1440; † 5 февруари 1483), женен пр. 1459 г. за Клемента фон Хевен († сл. 1509), дъщеря на фрайхер Петер III Фридрих фон Хевен († сл. 1471) и Аделхайд фон Еберщайн († сл. 1471/1505).